# MIA Airlines
MIA Airlines of JetEx Flight Support was een Roemeense luchtvaartmaatschappij die opereerde vanuit Dubai.

## Geschiedenis
MIA Airlines werd opgericht in 2005 in samenwerking met Jetline International.

## Vloot
De vloot van MIA Airlines bestond uit: (april 2007)
- 1 British Aerospace BAC-111-400
- 2 British Aerospace BAC-111-475